# Lutosa obliqua
Lutosa obliqua är en insektsart som beskrevs av Walker, F. 1869. Lutosa obliqua ingår i släktet Lutosa och familjen Anostostomatidae. Inga underarter finns listade i Catalogue of Life.